# Euromaster
Euromaster er en fransk international dæk- og bilservicevirksomhed, som er en del af Michelin. virksomheden har hovedkvarter i Grenoble, hvor selskabet blev etableret i 1994..
Euromaster er tilstede i 17 europæiske lande med 2.600 servicesteder og ca. 12.000 ansatte, cirka 50 % er koncernejede og ca. 50 % franchise-drevne.
 Euromaster-mærket blev registreret af Michelin i 1991. I Frankrig har de 450 afdelinger med 2.500 ansatte. I Tyskland har Euromaster GmbH 334 afdelinger og ca. 2.000 ansatte. I Danmark har det franchise-drevne Euromaster Danmark A/S 23 afdelinger og ca. 200 ansatte.